# Karel Bidlo
Karel Bidlo (13. ledna 1904 Hluboká nad Vltavou – 13. července 1992 Praha) byl český fagotista a hudební pedagog.

## Život
V mládí se učil na housle, klarinet a fagot. Po absolvování povinné vojenské služby byl v letech 1924–1929 fagotistou orchestru jihočeského Národního divadla v Českých Budějovicích a během tohoto období krátce i členem operního orchestru Národního divadla v Zahřebu (1928).
Na pražské konzervatoři, kde byl žákem Josefa Fügera, začal studovat až jako čtyřiadvacetiletý. V roce 1932 absolvoval Mozartovým Koncertem B dur K.191, který později sehrál v jeho profesionálním životě významnou roli (Bidlova gramofonová nahrávka patří dosud k nejlepším).
V roce 1930 byl angažován Václavem Talichem jako první fagotista České filharmonie, v roce 1939 byl jmenován vedoucím skupiny fagotů a sólofagotistou. V roce 1949 mu byl udělen čestný titul „Profesor České filharmonie“ a v roce 1964 titul Zasloužilý umělec. V letech 1952–61 vyučoval na pražské konzervatoři.
Pro virtuosní techniku, dokonalé tvoření tónu a bohatství slohotvorných a výrazových prostředků se stal mezinárodně obdivovaným interpretem a spolutvůrcem světové proslulosti české dechové školy. Patří k legendám velké éry České filharmonie za dirigentů Václava Talicha, Rafaela Kubelíka a Karla Ančerla.
Od roku 1947 Karel Bidlo vystupoval jako sólista na festivalu Pražské jaro a na přehlídkách koncertního umění (provedl mj. koncerty W. A. Mozarta, C. M. Webera, Jiřího Pauera a dalších). Soustavně také spolupracoval s předními komorními ansámbly: byl členem Pražského dechového kvinteta (1929–1956), Komorního sdružení profesorů konzervatoře (od roku 1952) a souboru Ars rediviva (50. a 60. léta).
Jako sólista a komorní hráč realizoval řadu významných nahrávek pro gramofonové společnosti a rozhlas. Mimořádný ohlas u české i zahraniční odborné kritiky vzbudil zejména ve Vivaldiho koncertech, které Ars rediviva nahrála jako první v Československu a jeden z prvních souborů v Evropě pro Supraphon (podrobněji Diskografie Ars rediviva Archivováno 26. 8. 2007 na Wayback Machine.).